# Queensway (Metropolitano de Londres)
Queensway é uma estação do Metrô de Londres na Central line em Bayswater, nos limites da Cidade de Westminster com o Royal Borough of Kensington and Chelsea. Fica na junção de Queensway e Bayswater Road e fica em frente ao canto noroeste de Kensington Gardens. Fica entre Notting Hill Gate a oeste, e Lancaster Gate a leste, e está na Zona 1 do Travelcard.

## História
Foi inaugurada em 30 de julho de 1900, como Queen's Road, e foi renomeada em 1 de setembro de 1946. O edifício é um sobrevivente incomum dos edifícios projetados para a Central London Railway por Harry Bell Measures, com um teto plano para que o desenvolvimento comercial possa ocorrer acima – neste caso, um hotel.

## Atualidade
Há um cruzamento a leste da estação para permitir que os trens terminem aí. O cruzamento não é frequentemente usado.

### Redesenvolvimento
A estação foi fechada entre 8 de maio de 2005 e 14 de junho de 2006 para obras de modernização. Esses trabalhos foram motivados pela necessidade de substituir os dois elevadores (muito antigos) da estação, que estavam quebrando com bastante frequência antes do fechamento da estação. Além disso, a estação foi modernizada e revestida com telhas, além de ter réplicas das lâmpadas originais instaladas na fachada.
Metronet, os contratadores de manutenção privados, recebeu originalmente um prazo de 9 de maio de 2006 para concluir as obras. Quando não cumpriram esse prazo ou o prazo revisado de 12 de junho, a Transport for London publicou um comunicado de imprensa com palavras duras, citando o Diretor Administrativo do Metrô de Londres Tim O'Toole, dizendo: "Este é mais um, e espera-se final, atraso patético em um projeto que a Metronet falhou ao gerenciar o tempo." A estação finalmente foi reaberta em 14 de junho de 2006.
Durante a modernização, a estação mais próxima era Bayswater nas linhas Circle e District, que também está localizada em Queensway aproximadamente 100 metros ao norte da estação de Queensway. Enquanto que as duas estações estão próximas, elas não estão conectadas.

## Galeria

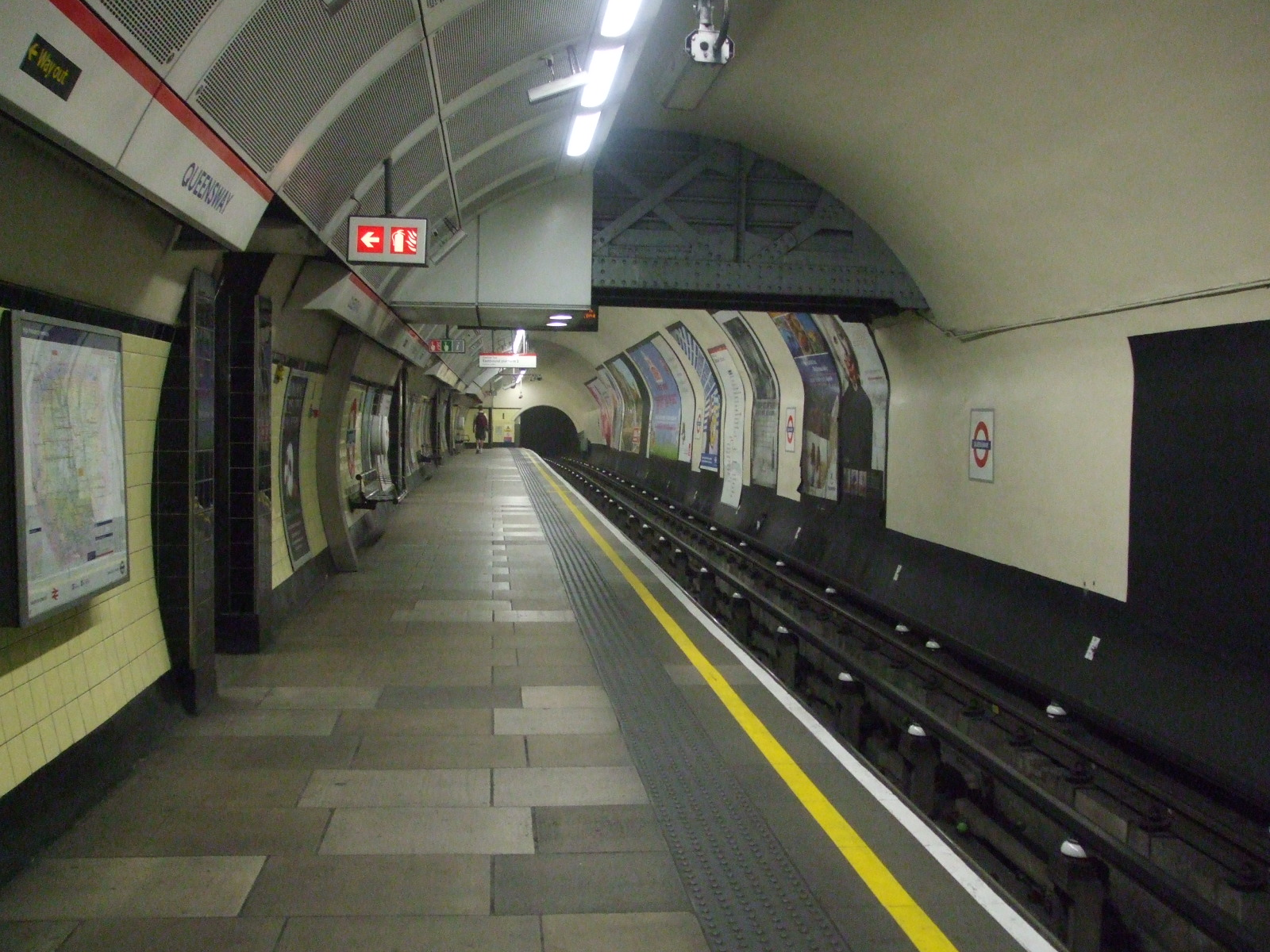
Plataforma a leste
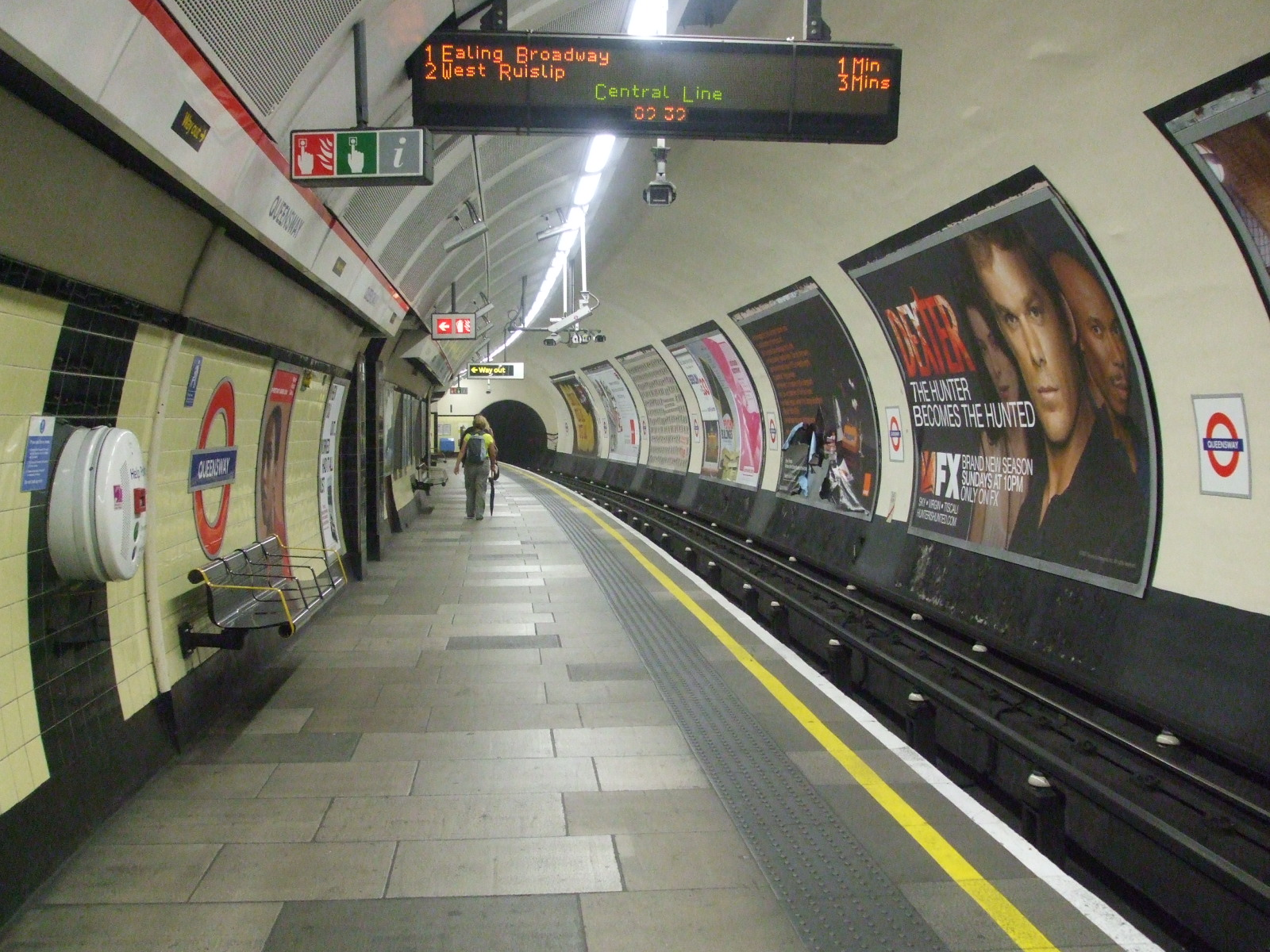
Plataforma a oeste
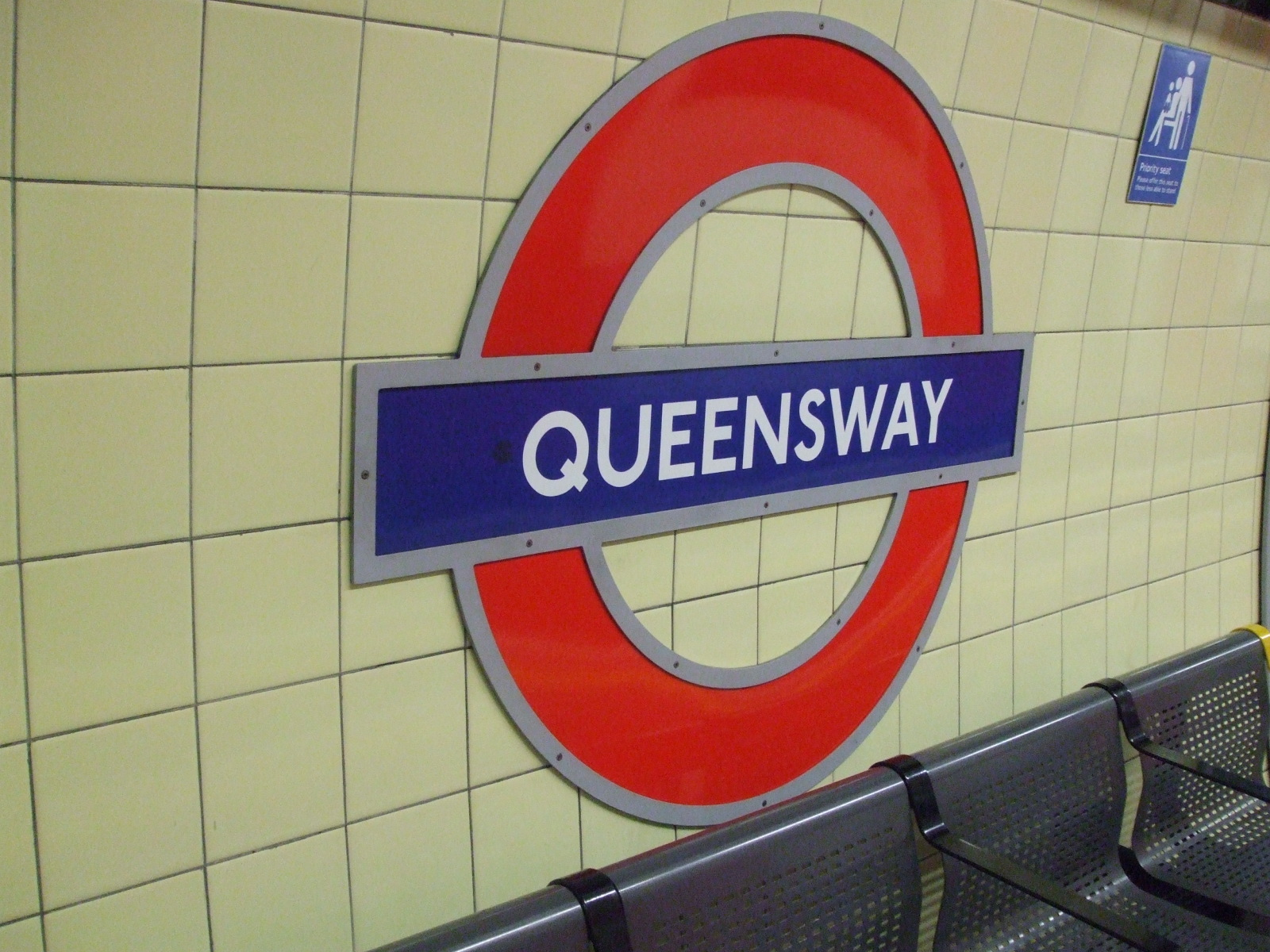
Roundel na plataforma